# 高雄市公車橘21路
高雄市公車橘21A路，由皇冠大車隊營運，起點站為捷運大寮站、終點站為和春技術學院。

高雄市公車橘21B路，起點站為捷運大寮站、終點站為翁園。

## 歷史
- 2013年9月16日：本路線正式營運。[2]
- 2018年7月30日：本路線改由公車式小黃(DRTS)服務，經營業者為皇冠大車隊。[3]

## 路線基本資料
A線全程行車里數約5公里，全程行車時間約11分鐘。去程共8站，回程共8站。

## 停站
參見右側路線圖

## 外部連結
- 高雄市公車動態資訊系統 （页面存档备份，存于）
- 統聯客運官網 （页面存档备份，存于）
- 轉動高雄青春夢的Facebook專頁